# 歌川芳艷

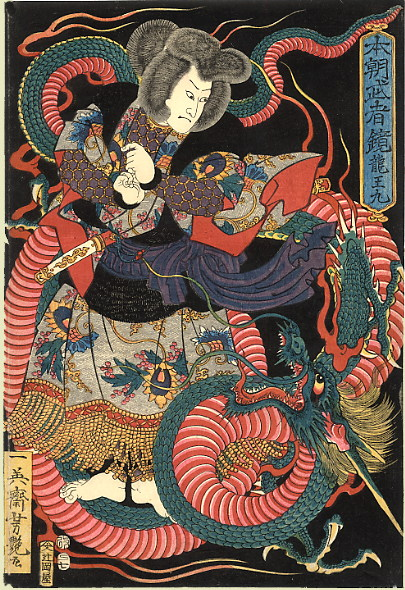
〈本朝武者鏡 龍王丸〉，波士頓美術館所藏，繪於安政3年（1856年）10月

歌川芳艷（1822年2月22日—1866年8月2日）是一位日本江戶時代末期的浮世繪畫家，以畫武者畫聞名。歌川芳艷是歌川國芳的弟子。

## 生平
本姓維甲胡或三輪，本名為萬吉。號為一榮齋，而後改為一英齋。因為目前沒有找到任何其作品上的落款為「歌川芳艷」四字，故也有意見認為應稱其人為一英齋芳艷。15歲入門，師事歌川國芳。

## 外部連結
- 石川縣立美術館 浮世繪版畫資料庫－歌川芳艶
- 國立國會圖書館電子化資料 - 一英齋芳艷 （页面存档备份，存于）
- 波士頓美術館藏品一覽 - 一英齋芳艷